# Tsuyoshi Saitō

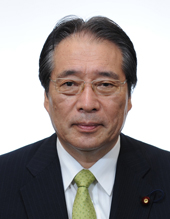
Tsuyoshi Saitō, 2011

Tsuyoshi Saitō (jap. 斎藤 勁, Saitō Tsuyoshi; * 10. Juli 1945 in Yokohama, Präfektur Kanagawa) ist ein japanischer Politiker (Sozialistische Partei Japans→Sozialdemokratische Partei→Demokratische Partei, darin zur Hiraoka-Kondō-Gruppe). Er war von 1995 bis 2005 Abgeordneter im Rätehaus, von 2009 bis 2012 im Abgeordnetenhaus.
Saitō arbeitete nach Abschluss der Mittelschule für die Stadtverwaltung von Yokohama. Bereits berufstätig absolvierte er die Städtische Handelsoberschule Yokohama und ein Abendstudium an der rechtswissenschaftlichen Fakultät der Universität Kanagawa.
1987 wurde Saitō in den Stadtrat gewählt. Bei der Wahl 1995 zum Rätehaus kandidierte er für die Sozialistische Partei Japans in Kanagawa (drei Mandate) und wurde mit dem dritthöchsten Stimmenanteil gewählt. 1996 beteiligte er sich an der Gründung der Demokratischen Partei, für die er 2001 wieder mit dem dritthöchsten Stimmenanteil für eine zweite Amtszeit wiedergewählt wurde. Von 1999 bis 2000 saß er dem Verkehrs- und Kommunikationsausschuss vor.
2005 legte Saitō sein Mandat nieder, um bei der „Postprivatisierungswahl“ im 11. Wahlkreis Kanagawa gegen Jun’ichirō Koizumi selbst für das Abgeordnetenhaus zu kandidieren. Er unterlag mit rund 51 zu 197 Tausend Stimmen Koizumi und verfehlte damit auch eine Wahl über den Verhältniswahlblock Süd-Kantō. 2007 kandidierte er über die nationale Verhältniswahl erneut für das Rätehaus, konnte aber mit nur 44.529 Präferenzstimmen trotz des guten Abschneidens der Demokraten kein Mandat gewinnen. 2009 bewarb er sich – diesmal nur über den Block Süd-Kantō – erneut für das Abgeordnetenhaus und wurde über Listenplatz 10 gewählt. 2011 wurde er unter Premierminister Yoshihiko Noda (Kabinett Noda (2. Umbildung)) neben Hiroyuki Nagahama (Rätehaus) und Makoto Taketoshi (beamtet) stellvertretender Leiter des Kabinettssekretariats.
Bei der Shūgiin-Wahl 2012 wurde Saitō abgewählt: Im 1. Wahlkreis Yamanashi wurde er nur Dritter hinter Noriko Miyagawa (LDP) und Sakihito Ozawa (Nippon Ishin no Kai) und verfehlte mit seinem Wahlkreisergebnis auch eine Wiederwahl im Block Süd-Kantō deutlich.